# 瓦爾帕瓦西山
10°01′13″S 76°24′45″W / 10.02028°S 76.41250°W
瓦爾帕瓦西山（Wallpa Wasi），是秘魯的山峰，位於該國中部瓦努科大區，由瓦努科省的聖佩德羅德喬蘭區負責管轄，屬於安地斯山脈的一部分，海拔高度4,000米。